# Villa Charlotte
Die Villa Charlotte, heute auch Villa Honymus, steht in der Goethestraße 1 in der Gemarkung Radebeul der sächsischen Stadt Radebeul. Sie wurde 1881/1882 errichtet und 1891/1893 durch den Baumeister Wilhelm Eisold markant erweitert.

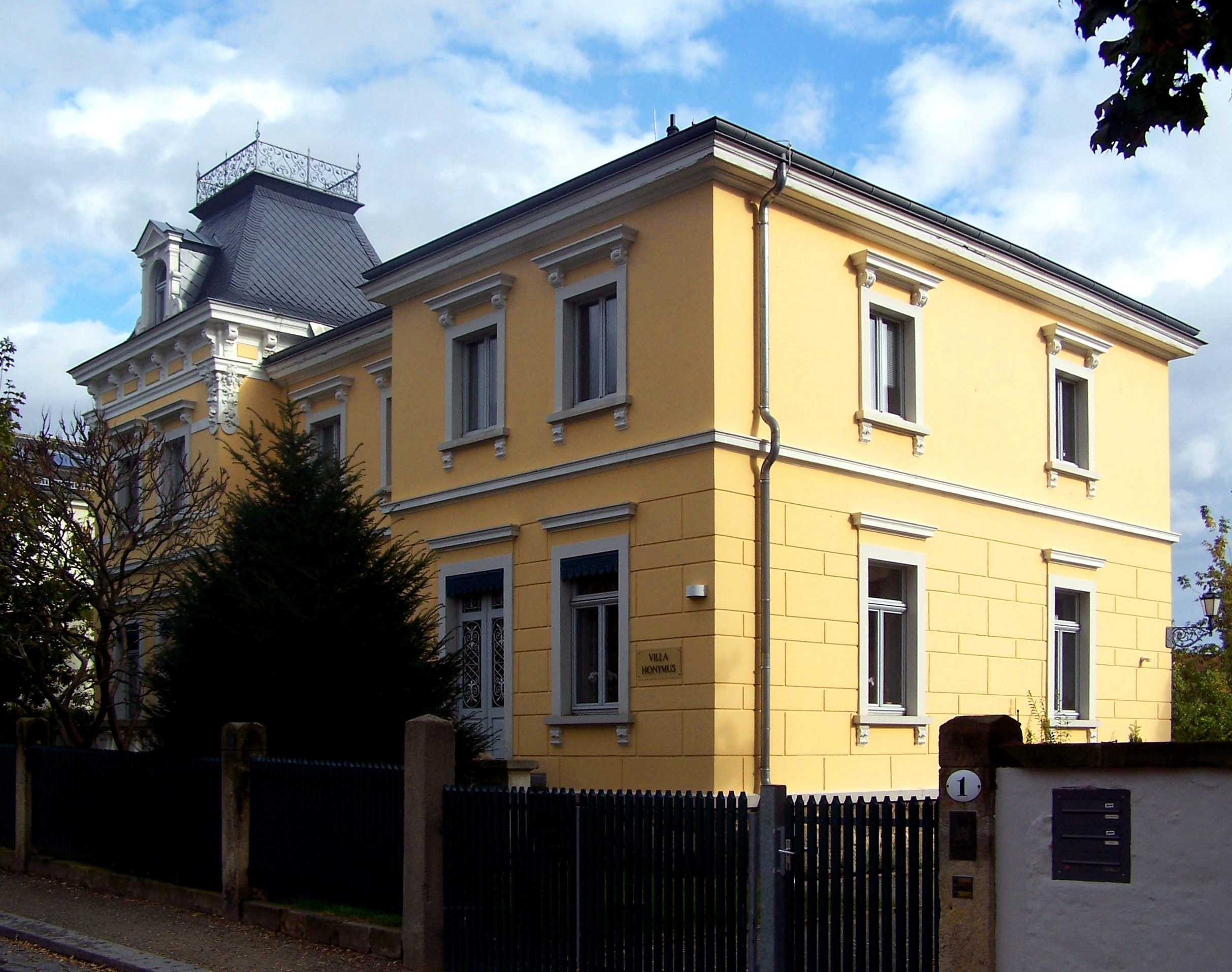
Villa Charlotte

## Beschreibung
Die mit Nebengebäude und Einfriedung unter Denkmalschutz stehende Villa ist ein zweigeschossiges Wohnhaus, die Schauseite zur Straße nach Norden, während der Garten auf der Südseite liegt. Die Villa steht auf einem Sockel aus Sandstein-Mauerwerk und hat ein verschiefertes Walmdach.
In der sechsachsigen Straßenansicht steht links ein zweiachsiger, turmartiger Eckrisalit mit steilem Pyramidenstumpfdach, einer kleinen Lukarne und einem erneuerten Dachgitter obenauf. Rechts befindet sich ein ebenfalls zweiachsiger, abgewalmter Seitenrisalit. Vor dem Gebäude liegt eine breite Terrasse mit einer erneuerten Balustrade. Auf der Gebäuderückseite steht ein hölzerner Eingangsvorbau.
Die Fassaden des verputzten Gebäudes sind reichhaltig gegliedert, im Erdgeschoss durch Putznutungen, dazu mehrere Gesimse. Insbesondere der Eckrisalit ist durch Stuckaturen geschmückt, das Traufgesims wird durch Kragsteine gestützt. Die Fenster werden durch Sandsteingewände eingefasst und durch Sohlbänke auf Konsolen und horizontale Verdachungen geschmückt, diese im Obergeschoss ebenfalls von Konsolen gestützt.

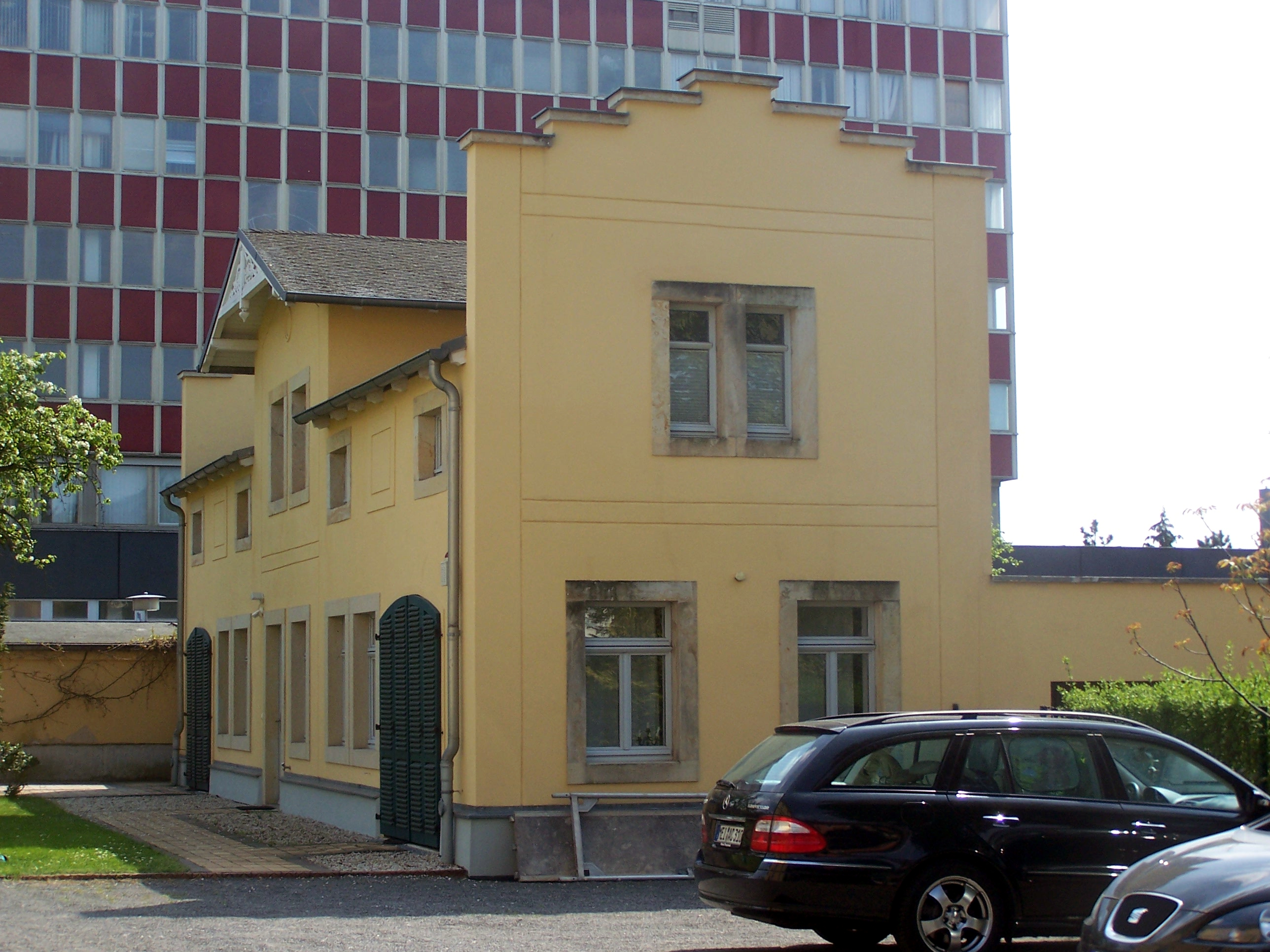
Nebengebäude der Villa Charlotte

Das ebenfalls denkmalgeschützte Nebengebäude ist anderthalbgeschossig, es hat ein Pultdach und ein mittiges Zwerchhaus mit einem Sparrengiebel. Die Schmalseiten werden durch einen gestuften Blendgiebel erhöht.

## Geschichte
Der Radebeuler Architekt und Zimmermann Robert Herrmann Bischoff entwarf und errichtete 1881/1882 für den Kaufmann August Falcke ein Wohnhaus, das den Kernbau der heutigen Villa darstellt. Im Folgejahr 1883 entstand das Nebengebäude, das hinten im Anwesen an der südwestlichen Grundstücksgrenze steht.
In den Jahren 1891 bis 1893 ließ sich der Eigentümer Theodor Honymus durch den Bauunternehmer Wilhelm Eisold aus dem nahen Serkowitz die Villa durch einen dominanten Eckrisalit aufwerten. Honymus betrieb auf dem Anwesen eine Teefabrik, die 1898 durch die Söhne Max Theodor (1871–1955), ein Bekannter Karl Mays, und Alfred (1880–1954) übernommen wurde. Max Theodors Tochter Ilse Honymus (1903–1989) wurde eine Schriftstellerin.
Von dem Architekten Bischoff stammen auch die nicht weit entfernt entstandenen Villen Eduard-Bilz-Straße 1 und 8.